# Erythrotriorchis buergersi
El azor de Bürgers (Erythrotriorchis buergersi) es una especie de ave accipitriforme de la familia Accipitridae endémica de Nueva Guinea.

## Distribución y hábitat
Se encuentra en las montañas de la isla de Nueva Guinea, donde habita en bosques húmedos de montaña entre los 600 y los 1500 m s. n. m. Se alimenta de pequeñas aves que caza activamente en los bosques. Mide entre 43 y 53 cm de longitud y su peso es de 575 gr.